# Могабинские озёра
Мога́бинские озёра (Верхнемогабинское и Нижемогабинское) — система из двух искусственных озёр в Крыму, у горы Могаби: Верхнее Могабинское и Нижнее Могабинское. Расположены возле села Виноградное в пригороде Ялты.
Могабинские озёра и озеро Караголь образуют систему водохранилищ, входящих в систему водоснабжения города Ялты.

## Использование
Основное различие между Верхним и Нижним Могабинскими озёрами заключается в том, что Верхнее является водохранилищем («Могабинское водохранилище»), что обуславливает жёсткое ограничение доступа к нему. Нижнее является более доступным.